# Pseudocolopteryx flaviventris
Pseudocolopteryx flaviventris е вид птица от семейство Tyrannidae.

## Разпространение
Видът е разпространен в Аржентина, Бразилия, Парагвай и Уругвай.